# 트위스티드 메탈
트위스티드 메탈(Twisted Metal)은 소니 컴퓨터 엔터테인먼트가 배급하고 여러 기업에 의해 개발된 전투 비디오 게임 시리즈이다. 이 시리즈는 플레이스테이션 (콘솔), 플레이스테이션 2, 플레이스테이션 포터블, 플레이스테이션 3, 플레이스테이션 4, 플레이스테이션 5용으로 출시되었다. 2000년 10월 31일 기준으로, 500만 본이 판매되었다. 이 시리즈의 게임들 여럿이 소니 그레이티스트 히츠 프로그램의 일부로서 재출시되었다. 오리지널 게임과 첫 후속작은 PC용으로도 출시되었다.

## 게임

### 메인 게임
- 트위스티드 메탈 (1995년 비디오 게임)
- 트위스티드 메탈 2
- 트위스티드 메탈 III
- 트위스티드 메탈 4
- 트위스티드 메탈: 블랙
- 트위스티드 메탈: 헤드 온
- 트위스티드 메탈 (2012년 비디오 게임)
- 트위스티드 메탈: 스몰 브롤
- 트위스티드 메탈: 블랙 온라인